# 아스팔트 사나이
《아스팔트 사나이》는 1995년 5월 17일부터 1995년 7월 6일까지 방송된 SBS 수목 드라마이다.
이 때부터 KNN 부산경남방송, 대구경북 TBC, TJB 대전방송, KBC 광주방송의 개국과 함께 전국방송이 갖춰졌다.

## 제작진

### 원작
- 허영만

### 기획
- 운군일

### 극본
- 박현주

### 연출
- 이장수

### 촬영
- 함창기

### 조명
- 고민호

### 녹음
- 유창국

### 음악
- 최경식

## 등장 인물

### 주요 인물
- 이병헌 : 강동준 역 (한국자동차 사장) - 자동차에 대한 꿈을 가지고 아버지의 기대를 양 어깨에 짊어지고서 쉼없이 달려온 집안의 기둥역할을 하는 강씨 집안의 장남이다. 대학교를 수석졸업하고 디자인 경진대회에서도 당당히 예선 1위를 차지하는 등 자동차 디자인 분야에서 두각을 나타내지만, 예상치 못한 변수와 현실의 벽에 부딪혀 잠시 방황하기도 한다. 유능하며 적극적이고 도전적인 성향을 가진 인물, 이 드라마의 주인공 답게 시련과 고난들을 스스로 개척해 나가는 캐릭터이다. 화련을 사랑하지만 한 집안의 장남이자 기대를 한몸에 받고 살아가야 하는 부담감 탓에 사랑보다 일을 우선으로 하는 매우 현실적인 성향을 지니며, 어려운 집안 환경에서 자라온 탓에 기득권층과 기회주의자들에 대한 열등감이 많은 편이며, 자신이 사랑하는 화련이 기룡자동차 후계자인 한기수와 계속 엮이는 것에 특히 화련 앞에서 그런 열등감을 자주 표출하기도 한다. 하지만 드라마에서는 전반적으로 성실하고 모범적이며 능력있는 퍼펙트맨으로 그려진다.
- 정우성 : 강동석 역 (데이토나 500 챔피언 카레이서) - 동준의 친 동생. 절름거리는 다리로 운전을 하며 자신들을 키우는 아버지의 모습이 안쓰러워, 앞으로 어른이 되면 자기가 직접 운전을 하고 픈 마음에 운전에 꿈을 가지게 된다. 집안의 막내였기에 유년 시절 가장 사랑을 필요로 했던 인물이었지만, 형인 동준에게로만 향해가는 아버지의 관심과 사랑에 내심 깊은 상처를 입게되고, 어머니 없이 자란 터라 자신의 누이인 동희를 무척 사랑했던 동석은, 불의의 사건으로 점차 폐인이 되어가는 동희의 모습으로 인해 큰 충격과 실망감에 방황하게 된다. 유년시절의 방황속에서 저지른 많은 사건 사고들을 일으키게 된다. 동준의 졸업식장에서 발생한 동석의 폭행 사건으로 인해 아버지가 동준의 유학 재정 지원을 위해 준비해 둔 땅문서를 동석의 합의금 마련을 위해 동준이 직접 팔아치우며 자신의 유학을 돌연 포기하기에 이른다. 결국 이로 인해 아버지의 눈 밖에 나게 되어 쫓겨난 동석은 누나의 뒤를 따라 미국으로 이민을 결심하기에 이르고, 자신에게 사랑을 빼앗아 간 형과 아버지에 대한 복수를 위해 미국에서 '불법 격투기 도박장'에서의 밑바닥 인생을 거쳐 데이토나 챔피언 카레이서로까지 성장하는 '아메리칸 드림'을 이루게 된다. 하지만 성공 후에 형의 복수를 위해 자신을 챔피언으로까지 키워준 프레지던트와의 약속을 져 버리고서 데이토나 선수를 무단 탈퇴하고 동준의 라이벌 회사인 기룡의 유니폼을 입고 데스밸리 랠리에 참가한다. 경기 후에 실종되었던 누나를 찾고 난 후 동준과 아버지와의 화해를 이루게 되었지만, 불의의 사고로 다리 골절상을 입게 되어서, 카레이서로서의 활동은 불가능한 지경에 이른다. 하지만 동준이 자신의 자동차 회사에서 시베리아 횡단 도전을 한다는 소식을 듣고, 동준과의 지난 일에 대한 미안함과, 동준이 만든 자동차를 자신이 직접 운전하겠다는 어릴적 약속을 지키기 위해 마취제를 투여하며 두 다리를 완전히 못쓰게 되는 위험을 무릅쓰고 일생의 마지막 운전에 나서게 된다.
- 최진실 : 오화련 역 (기룡자동차 카디자이너, 동준의 애인) - 자신이 너무 어릴 때 세상을 떠나셔서 얼굴도 모르는 아버지, 그리고 과수원 일을 하시는 어머니 사이에서 태어난 당찬 여성 캐릭터. 자동차에 한 평생을 바친 아버지의 피를 물려받아서인지, 동준과 함께 자동차에 대한 애정이 가득한 또 다른 인물. 우연찮은 계기로 인해 동준과 라이벌이자 사랑의 관계로 엮어진다. 첫 입사한 기룡자동차의 내부 현실에 충격을 받고 동준과 함께 회사를 떠나기로 하지만, 자신의 아버지가 바로 기룡자동차의 설립자라는 사실과, 자신의 아버지를 죽게 한 원수가 바로 손기준 사장이라는 오해 섞인 고백을 어머니로부터 듣고 난 후부터 기룡을 벗어날 수도 떠날 수도 없게 되는 처지가 된다. 기룡의 후계자로 거론되던 한기수의 당차고 직설적인 구애에 처음에는 그에게 마음이 없었으나, 동준과의 오해와 경쟁 관계로 인해 계속되는 힘든 시기에 묵묵히 함께 해준 한기수의 존재는 화련의 마음속에서 사랑과 일 사이에서 망설이던 동준의 빈 자리를 점차 채워나가게 된다.
- 허준호 : 한기수 역 (기룡자동차 기획실장) - 기룡자동차의 후계자로 거론되는 인물. 아버지인 한만석의 관심과 신뢰를 받기 위해 기룡자동차를 발전시키려 나름대로 노력하지만, 일제차를 재조립해서 파는 회사에 불과한 기룡의 현실과 서자라는 자신의 집안에서의 어정쩡한 위치로 아버지와 이복형제와의 갈등에서 어려움을 겪기도 한다. 당차고 직설적인 행동으로 인해 벌린 일은 많지만 성과는 없는 그런 문제점을 지니기도 하지만, 재벌 2세 치고 솔직함과 꾸밈없는 성향이 그의 매력이기도 하다.자신이 개최한 디자인 경진대회에서 최종 심사에 오른 오화련을 보고 첫눈에 반해 그녀의 작품을 우승으로 이끌어 주어 지속적이고 매우 적극적으로 접근하기 시작한다. 동준과의 사랑을 알면서도 화련에게 자신의 솔직한 생각과 마음을 보여주며 묵묵히 그녀 옆에서 지켜주고 기다려주는 캐릭터이다.
- 이영애 : 강동희 역 (동준, 동석의 누나) - 동준, 동석의 친 누나. 평범한 학생이던 시절, 동네 인근 미군들로부터 성폭행을 당하게 되고, 그로 인하여 자신의 딸 써니를 가지게 된다. 한 순간의 사건으로 인해 자신의 인생이 나락으로 떨어지면서, 술집을 전전하며 미군들을 상대로 양공주의 삶을 살게 된다. 그러다가 자신의 인생 전환과 딸 써니의 교육을 위해서 미국인 남자와의 결혼을 통해 미국으로의 이민을 결심하게 된다. 아메리칸 드림을 꿈꾸며 미국 생활을 시작하게 되지만 남편의 술주정과 폭력에 시달리며 어렵게 살아오다가, 오랜만에 동준이 찾아오기로 한 날에 동준이 찾아오지 않고, 동석과 다툰 뒤에 사라진 후 길바닥에서 신원 확인이 어려운 시신으로 발견 된다. 하지만 이는 동희의 시신이 아니었고, 동희는 오랫동안 미국의 정신병원에서 정신과 치료를 받고 퇴원하지만 기억 상실증으로 방황하다가 종옥의 오빠 종식에게 우연히 발견되어 이리저리 끌려다니다, 결국 동준-동석 형제의 품으로 돌아와 딸 써니도 다시 만나고 기억을 되찾게 된다.

### 주변 인물
- 조민수 : 배종옥 역 (동희의 이웃, 동석의 부인) - 동희의 첫 미국 생활에서 이웃으로 처음 모습을 보였으며, 후에 들어온 동석과 연민의 정을 쌓기 시작한다. 어려운 이민자 생활로 마음을 닫고 강하고 거칠게 살아왔지만, 동석과의 만남으로 점차 그녀는 마음을 열고 천상 여자로 변해가기 시작한다. 동희의 갑작스런 사고로 인하여 그녀의 딸인 써니를 동석이 맡아 키워야 하는 상황에 이르게 되어, 동석이 애인(송이)이 있음에도 불구하고 어쩔 수 없이 동석과 결혼까지 이르게 된다. 어려운 상황속에서 미국에서의 새로운 삶을 시작하는 동석에게 심적으로 큰 힘이 되어주는 인물이다. 하지만 죽은 줄 알았던 동희가 살아 돌아오는 바람에 더 이상 동석과 함께 할 이유가 없어지게 되었고, 동석과 송이는 오랫동안 헤어져 있음에도 서로에게 마음이 있음을 알게 된 그녀는 천천히 동석과의 이별을 준비하려 했다. 폐인같은 삶을 사는 오빠 종식과 동석의 기나긴 악연으로 인해 중간에서 괴로워하다, 결국 오빠인 종식에 의해 죽음을 맞게 되는 비운의 인물이다.
- 김수지 : 송이 역 (나타샤의 딸, 동석의 애인) - 양공주로 살아온 나타샤는 자신의 삶의 후회를 되풀이하지 않기 위해, 자신의 모습과는 다르게 자신의 딸인 송이 만큼은 정말 곱게 키웠다. 그래서인지 송이는 때묻지 않고 지고지순한 천상 여자의 캐릭터를 가진 인물로 그려지며, 자신의 어머니인 나타샤가 하는 일을 전혀 부끄러워 하지 않고, 오히려 시간 날 때마다 어머니의 일을 돕기까지 하는 효녀이기도 하다. 구치소에서 석방되어 나온 동석과 첫 만남을 가졌으며, 그때의 송이의 모습에 첫눈에 반한 동석의 저돌적인 대쉬와 첫 키스에 송이는 동석과의 사랑에 빠져버리게 된다. 하지만 동석은 갑작스레 미국으로 떠나게 되고 동준과의 열애설에 휩싸이기도 하지만 그녀의 마음속에는 오로지 동석 뿐이다.
- 김수미 : 나타샤 역 (동두천 나이트클럽 주인마담) - 동두천에서 양공주로 수십년간 살아온 인물. 어려운 환경속에서 살아온 터라 성격이 드세고 자존심이 센 중년의 여성으로 그려지지만, 동준의 아버지인 강기사 앞에서 만큼은 부드럽고 조용한 성격으로 일관한다. 강기사의 맏아들인 동준의 듬직하고 유능한 모습에 친자식처럼 관심을 가져주려 애쓰지만, 말썽만 피우던 동석에게는 차갑고 매몰차게 대한다. 자신의 딸인 송이와 동준이 좋은 인연을 맺기를 내심 바라지만, 현실은 그렇지 않게 된다. 동준이 한국자동차를 설립한 후에, 운영하던 스탠드빠를 정리하고 자신의 나이트클럽 직원들과 함께 사내식당 요리사로 일하게 된다.
- 박인환 : 강기사 역 (동준, 동석, 동희의 아버지) - 일찍이 부인과 사별하고 작은 운송회사에서 밥벌이를 하며 세남매를 키워온 강씨 집안의 가장. 전 재산을 털어 과감히 중고 택시를 장만하고서 형편이 좀 나아지는 듯 싶었지만, 택시 운전중 기차 건널목에서 차량 고장으로 인해 기차에 치여 한 쪽 다리가 부러지는 절름발이 신세가 된다. 맏아들인 동준에 대한 관심과 믿음이 남다르다. 동준이 힘들 때면 용기를 북돋아 주고, 정신적으로 의지가 되어주는 진정한 아버지의 역할을 하기도 한다. 다만, 동준에 대한 사랑이 너무 지나쳐 나머지 자녀들인 동희와 동석에게는 상처로서 다가오기도 한다.
- 이정길 : 손기준 역 (기룡자동차 창립 멤버, 前 세륜자동차 회장, 한국자동차 회장) - 60년대 한국 자동차 산업의 잉태를 가져다 준 기룡자동차 창립 멤버들 중 한 명. 자동차 기술에 대해 제대로 배우고자 오창근의 밑에서 기술 연수생으로서 활동을 시작하게 된다. 어느날 오창근의 부인의 출산을 도와준 것을 계기로 손기준은 오창근의 부인에게 호감을 가지게 되고, 기준은 선배의 부인을 마음속으로 나마 사랑했다는 것에 내심 무척 괴로워 한다. 연구소 해체식을 갖던 날 밤 연구소에서의 의문의 화재가 발생하고, 그동안 연구내용을 기록해 둔 연구일지들은 모두 불타 없어지고, 비상시를 위해 마련해 둔 사본은 그 날 이후로 감쪽같이 없어졌다. 손기준은 그 화재를 낸 장본인이 누군지를 현장에서 목격하였지만 자신을 구하고 숨을 거둔 오창근 선배에 대한 미안함에, 자신의 노고가 담겨져 설립된 기룡자동차가 오선배의 뜻과는 다르게 일제차 하청업체로 전락해 가는 모습에 회의를 느끼고 아무 말 없이 자취를 감춘다. 훗날 자신과 뜻을 같이할 사람들과 함께 노력하여 기룡자동차에 대항하는 세륜자동차를 설립하게 된다. 하지만 첫 모델인 '카덴자'의 실패로 세륜자동차는 문을 닫고 손기준은 자동차 업계에서 완전히 손을 떼려 하지만, 동준의 자동차 사업 협력에 대한 확고한 의지와 계획에 결국 한국자동차를 새로 설립하고 동준의 동업자이자 후원자로서의 역할을 하게 된다.
- 자니 윤 : 프레지던트 역 (기룡자동차 창립 멤버, 미국 캘리포니아 샬롬 인터내셔널 카딜러그룹 대표) - 기룡자동차 창립 멤버. 유복한 집안에서 자란 탓에 예전부터 연구보다는 사업에 관심이 많았다. 연구소 해체 후에 미국 캘리포니아주에서 중국인 4명과 함께 카 딜러 그룹을 설립하여 공동대표로서 활동한다. 오랫동안 한국 자동차 산업의 발전을 위해 뜻을 함께하며 친 형제처럼 지내온 손기준의 부탁으로, 동준과 기준이 설립한 '한국자동차'에 도움을 주고자, 처음부터 국내 시장이 아닌 미국시장을 진출하라는 제안을 하여, 자신의 인맥과 파워, 그리고 자신의 전재산까지도 투자를 하며 '한국자동차'의 성장에 큰 기여를 한다. 자신이 운영하던 카레이싱 팀 'Wild Red'의 카레이서였던 아들 지미가 데이토나 경기 도중에 불의의 사고로 목숨을 잃게 되면서 팀을 해체 시켰지만, 동준의 안타까운 가족사와 부탁을 듣고서 자신이 운영하는 카레이싱 팀을 다시 열고서 미국에서 방황하는 동석을 데이토나 카레이서로 전격 발탁하여 챔피언으로 성장하기까지 뒤에서 아낌없이 지원해 주었다.
- 정욱: 한만석 역 (기룡자동차 창립 멤버, 기룡자동차 회장) - 기룡자동차의 창립 멤버이자, 현재 기룡자동차의 회장이 된 인물. 아직은 한국에 원천기술이 없기에 일본차를 수입해서 파는 것이 현실적인 대안으로 생각하고 자신의 의견을 피력하지만, 우리기술로 자동차를 만들고 싶은 오창근의 고집과 연구원들이 오창근에게 따르는 것에 내심 많은 불만을 가지고 있었다. 자신의 뜻대로 기룡자동차를 운영하기 위해 연구소 해체식 날 화재를 일으키고 오창근이 만들어 온 연구일지 사본을 빼돌린다. 오창근의 부인에게는 말없이 사라진 손기준이 화재를 저지른 것으로 거짓말을 하고, 기룡자동차를 결국 자신이 경영하는 것으로 가닥을 잡게끔 만든다. 혼다의 자동차를 수입 및 재조립해서 파는 경영 방식을 택하여 30년 동안 안정적으로 수익을 창출하였지만, 경쟁사인 세륜자동차와 한국자동차의 성장과 추격에 자체 기술이 없는 기룡의 한계와 추후에 다가올 회사의 위기를 미리 직감하고 실제 후계자로 마음을 두고 있는 차남인 한기영 대신에 서자인 한기수를 방패막이 삼아 후계자로 앉힌다. 방만한 경영과 이중장부 등으로 온갖 비리를 저지르다 발각되어 세무조사를 받고 그룹 전체가 휘청이자, 이에 충격을 받고 지병이었던 심근경색으로 급사한다.
- 최상훈 : 한기영 역 (기룡그룹 후계자, 한만석의 차남, 한기수의 이복형) - 한만석의 둘째 아들로서 그룹의 경영권에 관심이 많으며 전형적인 재벌 2세의 성향을 가진 인물. 아버지의 눈밖에 나지 않으며 착실하게 살아온 그로서는, 말썽쟁이인 이복동생 기수가 아버지의 후계자로서 기룡그룹의 경영 승계를 받는 것에 큰 불만을 가지고 있다. 가끔씩 기수와 마찰과 충돌을 빚기도 하며 좋지 않은 관계에 있지만, 그래도 서자인 기수에게도 다른 기업인의 딸과의 혼사를 맺어주려 하는 등 재벌가의 일원으로서 최소한으로 대접을 해주려 노력하는 모습은 있었다. 아버지인 한만석에게도 기수의 경영권 승계에 불만을 토로하기도 했지만, 한만석이 기수를 경영 승계자로 앉힌 뒷계획을 한기영에게 넌지시 알려주고 나서는 한 발 물러서 조용히 있다가, 기룡그룹의 경영위기 및 세무비리 사건이 터지고 한만석이 이에 충격을 받고 지병으로 급사하자 바로 기수의 경영권을 박탈하여 회사에서 완전히 몰아내 버리고 기룡그룹 회장이 된다.
- 송재호 : 오창근 역 (기룡자동차 설립자, 오화련의 아버지) - 60년대 당시 한국 자동차 공학계의 대가이자 기룡자동차 설립자. 자신의 수제자로서 묵묵히 열심히 일하는 손기준에게 믿음을 가지기 시작했고, 연구 업무 도중에 전해온 부인의 출산 소식에 자신 대신에 기준에게 부인의 출산을 책임지고 도우라는 부탁까지 하기도 한다. 우리의 기술로 자동차를 만들어야 한다는 일념하에 창립멤버들과 함께 연구를 밤낮으로 진행하지만 연구 성과가 더 이상 진척되지 않고, 현실적인 문제까지 겹쳐 연구소의 해체를 결정하고 해체식을 갖게 된다. 해체식을 갖던 날 밤에 의문의 화재가 발생하게 되고, 화마 속에서 기준을 구해내고 목숨을 잃는다.
- 박광정 : 김진표 과장 역 (前 기룡자동차 디자인 B팀장) - 성깔 있는 디자인실 팀장. 부하들이 자신이 묻는 말에만 대답하기를 원하는 특이한 성격이고, 자존심이 무척 강한 인물. 대학생 시절 일본 마쯔다 자동차 디자인 경진대회에서 우승을 거두는 등 동준 못지 않게 두각을 나타낸 능력있는 자동차 디자이너이다. 하지만 자신이 입사한 기룡자동차가 자신의 능력을 펼칠 수 있는 공간이 아닌, 꼭두각시로서 의미 없는 일들이 반복되는 공간으로 전락하는 것에 불만이 많았었다. 하지만 기룡자동차 최초로 기획한 자체개발 프로젝트인 X-Car 프로젝트가 주어지면서, 신입사원인 동준과 화련과 함께 1년간 공들여 프로젝트 모델을 완성하게 되지만, 회사의 어이없는 방침으로 프로젝트는 전부 무산된다. 이로 인해 큰 실망감을 가진 김진표는 동준과 화련 등의 후배 동료들과 함께 사내에서 시위도 해보지만 별 효과를 보지 못하고, 뜻을 같이하던 동료들이 하나둘씩 떠나면서 결국 회사를 그만두게 된다. 퇴직 후에 미술학원을 운영하다가, 동준이 설립한 한국자동차에서 새로이 자신의 능력을 펼치게 된다. 동준의 디자이너 스승으로서, 그리고 동준이 힘들어 하던 시기에도 동준을 믿고 아낌없이 도움을 주려 노력하는, 동준의 조력자 중의 한 사람이다.
- 이상철 : 병식 역 (한국자동차 수석정비사) - 세륜자동차 시절부터 손기준의 밑에서 동고동락하며 수석정비사 및 기술 개발 연구를 담당하였다. 한국자동차 시절 엔진 실험 도중 한 쪽 눈을 실명 당하게 된다. 매우 순박하고 성실한 인물로 그려진다. 의외로 국제 레이서 자격증도 취득한 인물로, 데스밸리 랠리에서 동석이 기룡자동차의 드라이버로 넘어가는 바람에, 어쩔 수 없이 자구지책으로 한국자동차의 드라이버로서 동준과 함께 랠리에 참여하지만, 랠리에서의 극한의 환경을 극복하지 못하고 건강 이상으로 경기 도중에 죽음을 맞게 된다.
- 강남길 : 배종식 역 (배종옥의 오빠) - 배종옥의 오빠. 우연히 시비가 붙어 싸우는 이웃인 동석의 모습을 보고 그의 싸움 실력에 감탄하며, 동석을 '불법 격투기 도박장'의 세계로 입문하게 하는 인물. 건달 인생을 살며 하루하루 연명하는데, 종옥과 결혼한 동석과 그의 형인 동준이 성공가도를 달리며 돈을 벌고 있음에도 자신에게 전혀 관심과 도움을 가져주지 않자, 죽은줄로만 알았던 그들의 누이인 동희가 기억상실증으로 미국 샌프란시스코 거리를 배회하는 것을 우연히 발견하고 이를 볼모로 돈을 뜯어 내려고 하는 비열한 인물이기도 하다. 나중에 동준과 동석에게 발각되어 그의 모든 계획은 수포로 돌아가게 되었고, 최후의 일격을 가하고자 자동차로 동석을 치어 죽이려는 끔찍한 계획을 실행하지만, 자신의 동생 종옥이 몸을 날리면서 죽음에 이르게되고, 동석은 이 사고로 인해 두 다리가 부러져, 카레이서로서 은퇴를 하게 된다.

### 그 외 인물
- 문회원 : 강실장 역 (기룡자동차 디자인실 실장)
- 양형욱 : 동준 입사 선배 (기룡자동차 카디자이너)
- Monica Miglorin : 써니 역 (동희의 딸, 미국-한국 혼혈인)
- 박상원 : 프레지던트의 아들, 지미 역 (데이토나 경기 중 사고로 사망하여 사진으로만 나옴)
- 김민정 : 오화련의 모친 (과수원 운영)
- 유준상
- 최성국
- 김홍표
- 권도경 : 서영희 역
- 서혜린
- 김희정
- 오아랑
- 옥승일
- 황미선
- 최준용

## 편성 변경
- 1995년 7월 6일 : 15~16회 연속 방송

## 결방
- 1995년 6월 29일 : 삼풍백화점 붕괴 사고 특보 편성으로 결방

## 수상 경력
- 1995년 SBS 스타상 여자 최우수연기상 최진실
- 1995년 SBS 스타상 남자 신인상 정우성
- 1996년 백상예술대상 TV부문 남자 신인연기상 정우성

## 경쟁 프로그램
- 창공 (KBS 2TV)
- 숙희 (MBC)

## 참고 사항
- 오후 9시 시간대 수목 드라마는 《아스팔트 사나이》부터 미니 시리즈 드라마 형식으로 재개되었고 해당 프로그램 방송 후에는 《8월의 신부》까지 한동안 미니 시리즈 드라마 형식으로 방송됐다.
- SBS 광복 50주년 특별 기획 드라마 《모래시계》를 연상케 하는 귀에 익은 음악이 자주 들려왔으며 느린 화면의 반복과 필연성이 약한 이야기 전개가 리얼리티를 반감시켜 "원작인 만화로 만들었다"는 비판을 샀다.[1]
- 철로 위를 걷는 장면을 장시간 묘사하고 각목을 휘두르며 패싸움하는 장면을 오랫동안 방영했다는 등의 이유로 1995년 6월 방송위원회로부터 사과명령을 받기도 했다.[2]